# Reação diotrópica
Uma reação diotrópica (do grego dyo, significando dois) em química orgânica é um tipo de reação orgânica e mais especificamente uma isomerização de valência pericíclica na qual duas ligações sigma simultaneamente migram intramolecularmente . O tipo de reação é de alguma relevância para a química orgânica porque ela pode explicar como certas reações ocorrem e porque é uma ferramenta sintética na síntese de moléculas orgânicas por exemplo em síntese total. Foi primeiramente descrita por Manfred T. Reetz em 1971 
Numa reação de tipo I dois grupos em migração intercambiam suas popsições relativas e uma reação de tipo II envolve migração a dois novos sítios de ligação sem intercâmbio posicional.